# Langues au Guatemala
La langue officielle du Guatemala est l'espagnol, qui est la langue de 69 % de la population du pays. Le pays compte en outre environ 55 langues autochtones, dont vingt-trois langues mayas officiellement reconnues, qui sont parlées dans les zones rurales ; elles sont parlées par 31 % des Guatémaltèques, les autochtones représentant 59,8 % de la population du pays.
Le Guatemala est le quatrième pays d'Amérique latine où est parlé l'anglais. Bien qu'au Guatemala seulement 5 % de la population parle cette langue, la société suédoise Education First, place le pays à la 4e place en Amérique latine dans la connaissance de cette langue. 
Le taux d'alphabétisme est de 76,5 % en 2011.
La répartition des inscrits dans les divers cycles de l'éducation, en fonction de la langue dans laquelle ils reçoivent des cours, en République du Guatemala, en 2013, en pourcentage est la suivante : L'espagnol est la langue de l'enseignement pour 85,2 % des inscrits dans l'éducation préprimaire, 81,5 % dans l'éducation primaire, 97,5 % dans l'éducation basique et 97,1 % dans l'éducation diversifiée, tandis que respectivement 14,8 %, 18,5 %, 2,5 % et 2,9 % reçoivent leur enseignement en langue maya.

## Langues mayas
Depuis les accords de paix de décembre 1996, la Constitution est disponible dans les quatre langues les plus parlées après l'espagnol, soit le quiché, le mam, le cakchiquel et le kekchi. De plus, des documents officiels sont traduits dans certains des 23 dialectes :
- Achi - 85 552 locuteurs (1990 & 2000)
- Awakateko - 18 000 locuteurs (1998)
- Cakchiquel - 452 900 locuteurs (1990, 1991, 1993, 1997, 1998 & 2000)
- Ch'orti' - 30 000 locuteurs (2000)
- Chuj - 22 130 locuteurs (1991)
- Itzá - 1 800 locuteurs (2001)
- Ixil - 69 000 locuteurs (1986, 1991 & 1998)
- Jacalteco - 88 700 locuteurs (1998)
- K'iche' - 2 083 026 locuteurs (1991, 1994 & 2000)
- Q'eqchi' - 400 000 locuteurs (1998)
- Mam - 360 279 locuteurs (1992, 1998 & 2000)
- Nebajixil
- Poqomam - 49 010 locuteurs (1990)
- Poqomchi' - 50 000 locuteurs (1998)
- Q'anjob'al - 77 700 locuteurs (1998)
- Sakapulteko - 36 823 locuteurs (1991)
- Sipakapense - 8 000 locuteurs (2000)
- Tacaneco - 20 000 locuteurs (1991)
- Tektiteko - 1 265 locuteurs (2000)
- Tzutujil - 83 800 locuteurs (1998)
- Uspanteko - 3 000 locuteurs (1998)
- Yucatec - 2 600 locuteurs (1990)

## Langues disparues
- Chicomuceltec
- Xinca

## Langue caraïbe
Les Garifunas, qui descendent d'esclaves importés d'Afrique Noire au moment de la colonisation, sont présents le long de la côte atlantique depuis le sud de la péninsule du Yucatan au Mexique jusqu'au Honduras, en passant par le Guatemala et le Belize.
- Garifuna - 16 700 locuteurs

## Sur Internet
|  | 82 |

|  | 14 |

|  | 89 |

|  | 10 |

|  | 79 |

|  | 21 |

|  | 96 |

|  | 4 |

| # | Langue                     |
| - | -------------------------- |
| 1 | Espagnol d’Amérique latine |